# Maria Manteufflowa (malarka)
Maria Manteufflowa z domu Czekalska (ur. 30 stycznia 1902, zm. 5 stycznia 1957) – polska malarka, żona historyka i filologa prof. Jerzego Manteuffela.
Pochowana na cmentarzu Powązkowskim (kwatera 67-3-26/27).

## Zachowane prace
- Przemienienie Pańskie (główny ołtarz Kościoła Przemienienia Pańskiego oo. Kapucynów  w Warszawie)
- Św. Rodzina (w kościele Św. Józefa Oblubieńca Najświętszej Marii Panny na Kole w Warszawie)
- Matka Boska Sykstyńska (w kościele Św. Teresy od Dzieciątka Jezus na Tamce w Warszawie)
- Obraz w Kaplicy Potockich (w Wilanowie, w Warszawie)
- Obraz św. Stanisława Kostki (w Tłuszczu)
- Obraz św. Bronisława (w Białotarsku)
- Obraz Matki Boskiej (u Pallotynów w Otwocku)